# Projekt 03160
Projekt 03160, jinak též třída Raptor, je třída víceúčelových rychlých hlídkových a útočných člunů ruského námořnictva. Čluny mohou být nasazeny například k převozu a vylodění vojáků, dále k hlídkování, záchranným, protipašeráckým a protiteroristickým misím. Celkem bylo postaveno 17 jednotek této třídy. Ve službě jsou od roku 2015. S rychlostí 48 uzlů představují nejrychlejší plavidla ruského námořnictva.

## Stavba
Plavidla zkonstruovala a postavila ruská loděnice Open Joint Stock Company Pella v Petrohradu. Ruské námořnictvo v červnu 2014 objednalo stavbu osmi člunů této třídy. Prototypová jednotka byla na vodu spuštěna již v srpnu 2013. První trojice byla do služby přijata v březnu 2015. Všech osm člunů do služby vstoupilo do konce roku 2015.
V roce 2016 loděnice získala objednávku na dalších 10 člunů, které mají být dodány do roku 2018. Roku 2017 bylo do služby přijato 12. plavidlo. V dubnu 2018 bylo na vodu spuštěno 14. plavidlo. V dubnu 2020 byly na vodu spuštěny 15. a 16. jednotka. Sedmnáctý člun byl do služby přijat v listopadu 2020.
Jednotky projektu 03160:
| Jméno             | Spuštěna           | Vstup do služby    | Status                           |
| ----------------- | ------------------ | ------------------ | -------------------------------- |
| P-274             | 15. srpna 2013     | 5. března 2015     | aktivní                          |
| P-275             | 17. června 2014    | 5. března 2015     | aktivní                          |
| P-276             | 2014               | 5. března 2015     | aktivní                          |
| P-281             | 2014               | 25. března 2015    | aktivní                          |
| P-342             | květen 2015        | 19. srpna 2015     | Od 7. října 2016 P-280. Aktivní. |
| P-344             | květen 2015        | 10. srpna 2015     | aktivní                          |
| P-345             | 2015               | 29. prosince 2015  | aktivní                          |
| P-352             | 14. listopadu 2015 | 25. prosince 2015  | aktivní                          |
| P-413             | 14. prosince 2016  | 8. května 2017     | aktivní                          |
| P-415             | 14. prosince 2016  | květen 2017        | aktivní                          |
| P-425             |                    | 8. května 2017     | aktivní                          |
| P-?               | 30. května 2017    | 29. září 2017      | aktivní                          |
| P-437             | 24. srpna 2017     | 1. září 2018       | aktivní                          |
| P-434             | 11. dubna 2018     | 8. září 2018       | aktivní                          |
| P-461             | 15. dubna 2020     | 27. června 2020    | aktivní                          |
| P-462             | 15. dubna 2020     | 6. července 2020   | aktivní                          |
| Yunarmeets Moskvy | 2020               | 14. listopadu 2020 | aktivní                          |

## Konstrukce

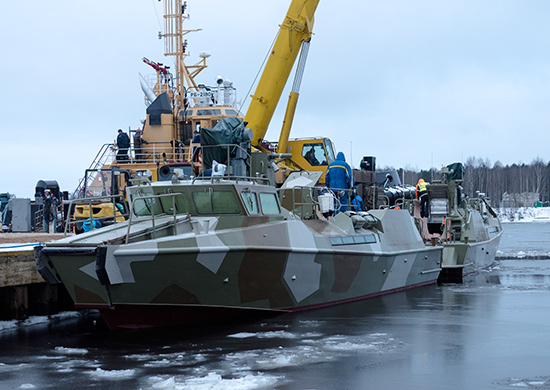
Člun třídy Raptor

Kromě dvoučlenné posádky člun pojme dalších až 22 osob. Je vybaven navigačním radarem Nautilus. Hlavňovou výzbroj tvoří jeden 14,5mm kulomet s dostřelem 2000 metrů, umístěný ve stabilizované dálkově ovládané zbraňové stanici. Doplňkovou výzbrojí jsou dva samostatně lafetované 7,62mm kulomety PKP 6P41 s dostřelem 1500 metrů. Pohonný systém tvoří dva diesely Caterpillar C18 o výkonu 2300 hp, pohánějící dvě sady vodních trysek. Nejvyšší rychlost dosahuje 48 uzlů (některé prameny uvádějí 50 uzlů) a dosah 300 námořních mil.

## Služba

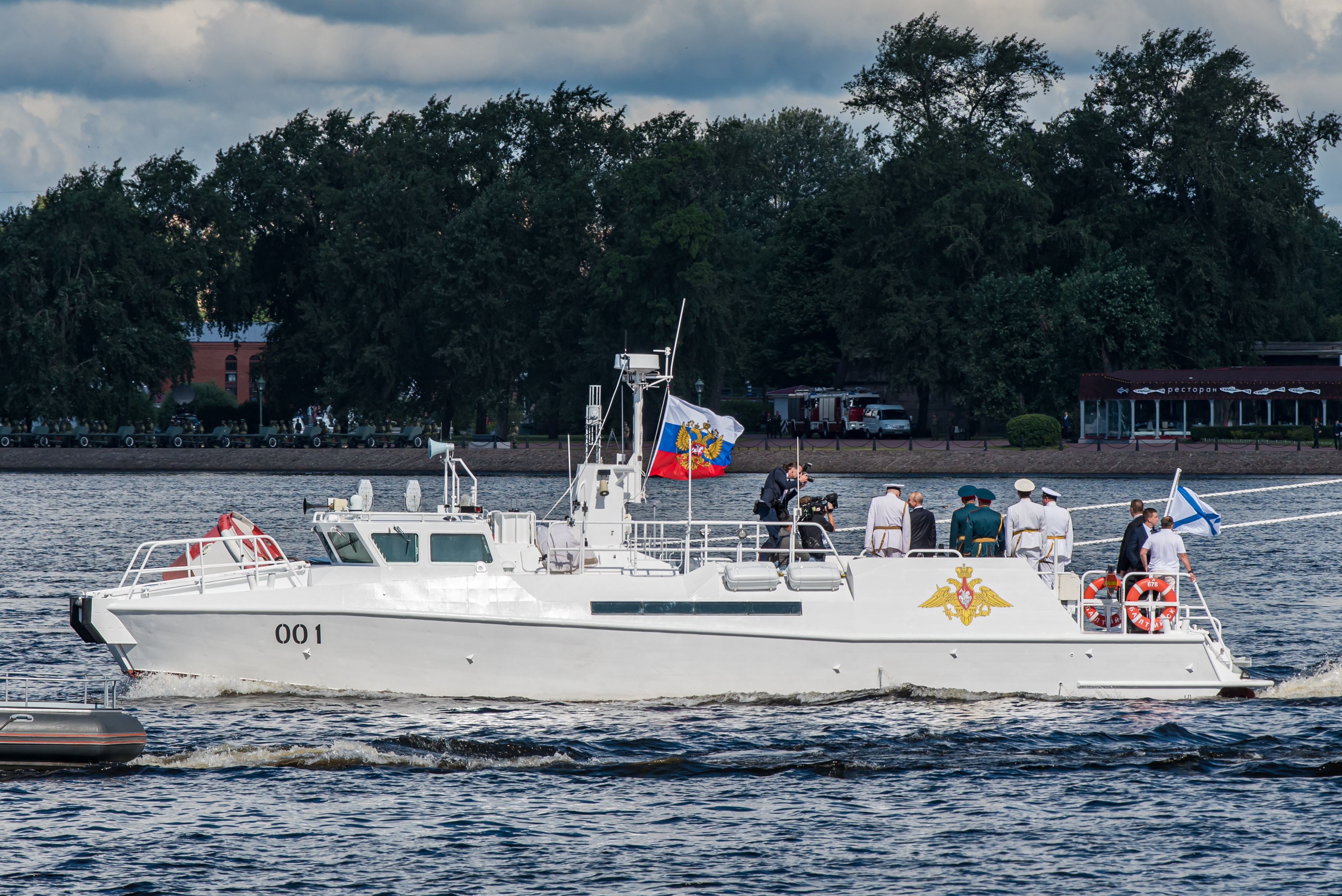
P-415

Ruské Černomořské loďstvo své čluny nasadilo do invaze na Ukrajinu. V této válce čluny utrpěly první ztráty. Jeden Ukrajinci dokázali poškodit protitankovou střelou. Dne 2. až 7. května 2022 tři čluny projektu 03160 poblíž Hadího ostrova zničily ukrajinské drony Bayraktar TB2. 